# The International Cat Association

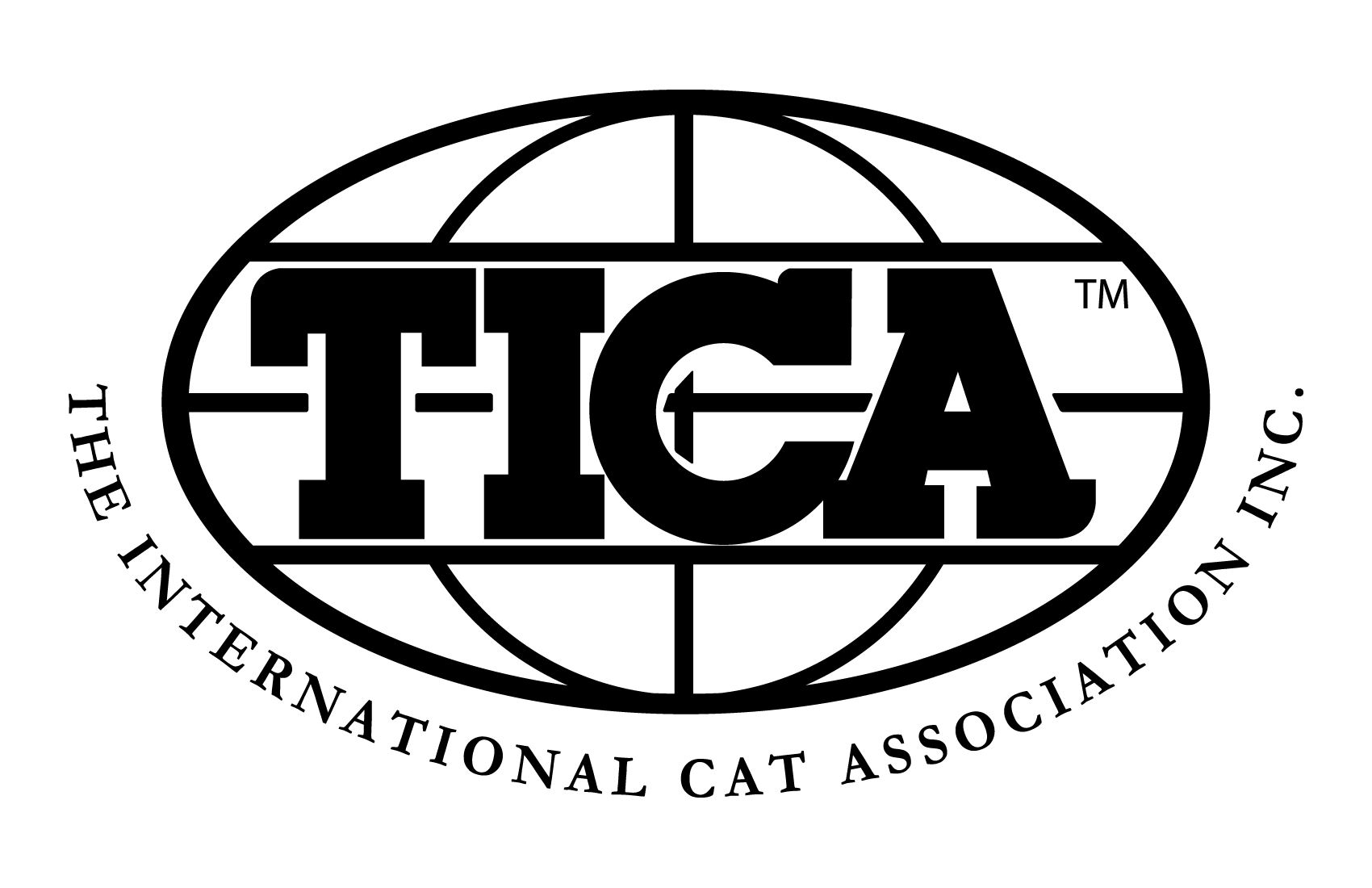

The International Cat Association, kurz TICA, ist seit 1979 eine amerikanische Organisation, weltweit die zweitgrößte, die Katzen in ein Register aufnimmt. Die TICA hat ein beträchtliches genetisches Register von Rassekatzen und Hauskatzen. Außerdem ist sie eine der größten Organisationen, die Ausstellungen für Katzen organisieren und lizenzieren.

## Ziele
Ein Ziel der TICA ist es, ihren Mitgliedern verantwortlichen Umgang mit Rassekatzen und Hauskatzen nahezubringen. Katzenbesitzer und -züchter sollen zusammenarbeiten und Gesundheit und Wohlergehen der Katzen voranbringen. Die TICA fördert öffentliche Aktionen zur Kastration von Katzen und nimmt Einfluss auf die Gesetzgebung zur Gesundheit und zum Wohlergehen der Katze.